# Tenjiku Tokubei
Tenjiku Tokubei (天竺徳兵衛?   1612 - c. 1692) fue un aventurero y escritor japonés del principio del siglo XVII. Viajó al Asia meridional, por lo tanto, su apodo "Tenjiku" (天竺?   el nombre pre-moderno de "India") en el Este de Asia).

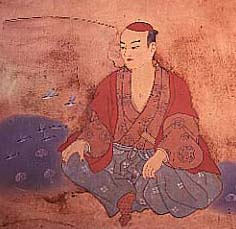
Tenjiku Tokubei, pintura del.

Nació en Sendo-machi, Takasago-cho (ahora prefectura de Hyōgo) en 1612. Su padre era un comerciante de sal.

## El aventurero
A la edad de quince años, en 1626, Tokubei es contratado por una empresa comercial en Kioto. Después persigue actividades comerciales a bordo de los buques japoneses.
A su regreso a Japón y después de la introducción del empezamiento de la seclusión de Japón (sakoku), Tokubei escribió un ensayo titulado Tenjiku Tokai Monogatari (天竺渡海物語, "Relaciones de viajes marítimas a la India"), que se volvió muy popular en Japón.
Murió con casi 80 años en su ciudad natal de Takasago.

## El personaje de Kabuki

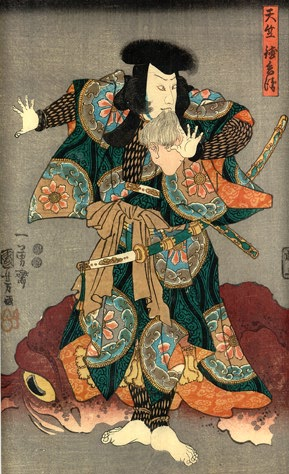
Tenjiku Tokubei en Kabuki,

Tenjiku Tokubei se convirtió en un personaje popular de obras de teatro de títeres Kabuki y Joruri, en muchos casos con un papel de mago. Fue un tema popular de pinturas en los siglos XVIII y XIX.